# Stefano da Carrara
Stefano da Carrara (Padova, 1370 o 1385 – Roma, 10 luglio 1448) è stato un arcivescovo cattolico italiano.

## Biografia
Figlio naturale del signore di Padova Francesco il Vecchio da Carrara,, o, secondo altre fonti, del suo successore Francesco Novello, il 1º giugno 1393 fu nominato canonico della diocesi di Padova, e promosso poi ad administrator in spiritualibus et temporalibus della medesima nel 1396, per venire infine elevato a vescovo il 10 aprile 1402. 
Alla caduta della signoria fuggì da Padova e riparò prima a Firenze e poi a Roma, dove nel 1406 fu nominato arcivescovo di Nicosia da papa Innocenzo VII. 
Dal 3 ottobre 1411 fu vescovo di Teramo, diocesi da lui già retta dal marzo 1411 in assenza del precedente titolare, Marino de Tocco, e alla quale dovette rinunciare per violenti contrasti insorti con il signore del luogo Giosia Acquaviva.
Nominato il 29 ottobre 1427 vescovo di Tricarico, fu infine brevemente vescovo di Rossano dal 9 febbraio 1433 al 9 aprile 1434, periodo in cui forse non prese nemmeno possesso della sede episcopale. 
Ritiratosi a Roma, vi morì il 10 luglio 1448 e fu sepolto in San Clemente.